# Stazione di Mönchengladbach Centrale
La stazione di Mönchengladbach Centrale (in tedesco Mönchengladbach Hbf) è, insieme con la stazione di Rheydt Centrale, una delle due principali stazioni ferroviarie della città tedesca di Mönchengladbach.

## Movimento

### Trasporto regionale e S-Bahn
La stazione è servita dalle linee RegioExpress RE 4, RE 8, RE 13 e RE 42, dalle linee regionali RB 27, RB 33, RB 34 e RB 35, e dalla linea S 8 della S-Bahn.

### Esplicative
1. ↑  abbreviazione di Mönchengladbach Hauptbahnhof, letteralmente "Mönchengladbach stazione principale"

### Bibliografiche
1. ↑   Schnellverkehrsplan VRR (PDF), su vrr.de. URL consultato il 4 maggio 2019 (archiviato dall'url originale il 15 dicembre 2017).